# FireFighters Upsala CK
FireFighters Upsala CK is een wielerploeg die een Zweedse licentie heeft. De ploeg bestaat sinds 2014. FireFighters Upsala CK komt uit in de continentale circuits van de UCI. Göran Mattson is de manager van de ploeg.

## Samenstellingen

### 2014
| Naam                 | Geboortedatum    | Nationaliteit    | Ploeg 2013                 |
| -------------------- | ---------------- | ---------------- | -------------------------- |
| Lars Andersson       | 18 februari 1988 | Zweden           | Concordia Forsikring-Riwal |
| Sebastian Balck      | 9 juni 1988      | Zweden           | Christina Watches-Onfone   |
| Niklas Gustavsson    | 28 januari 1989  | Zweden           | Team UK Youth              |
| Marc Hester          | 28 juni 1985     | Denemarken       | Christina Watches-Onfone   |
| Morten Høberg        | 8 maart 1988     | Denemarken       | Christina Watches-Onfone   |
| Fredrik Johansson    | 17 maart 1986    | Zweden           | Geen                       |
| Barry Miller         | 5 december 1988  | Verenigde Staten | Neo                        |
| Pierre Moncorge      | 7 maart 1992     | Frankrijk        | Neo                        |
| Kennett Peterson     | 16 november 1985 | Verenigde Staten | Neo                        |
| Chris Statsny        | 18 juni 1990     | Verenigde Staten | Neo                        |
| Johan Svensson       | 2 oktober 1979   | Zweden           | J.Jensen-Ramirent          |
| Alexander Wetterhall | 12 april 1986    | Zweden           | Team NetApp-Endura         |
| Sergio Zamudio       | 15 augustus 1991 | Mexico           | Geen                       |